# Phaenomys ferrugineus
Genre
Espèce
Statut de conservation UICN

ENB2ab(ii,iii) : En danger
Phaenomys ferrugineus est une espèce de rongeurs de la famille des Cricétidés endémique du Brésil. C'est la seule espèce du genre Phaenomys.

## Répartition
Cette espèce est endémique du Brésil.

## Réferences
1. ↑  UICN, consulté le 27 décembre 2023.